# Julius Zeyer
Julius Zeyer (n. 26 aprilie 1841, Praga, Imperiul Austriac – d. 29 ianuarie 1901, New Town⁠(d), Regatul Boemiei, Austro-Ungaria) a fost un prozator, poet și dramaturg ceh.

## Viața
Zeyer s-a născut la Praga, ca fiu al Eleonorei (născută Weissel) și a lui Jan Zeyer, un negustor de cherestea. Tatăl său provenea din nobilimea franceză (alsaciană), iar mama lui era originară dintr-o familie de evrei și s-a convertit la Catolicism. Zeyer a învățat limba cehă de la bonă. Era de așteptat să preia fabrica familiei, dar în schimb a decis să învețe tâmplăria. Încercările de a urma liceul și facultatea nu au avut succes. În timpul vieții sale a călătorit frecvent în Europa și Orient. După 1877 s-a mutat la Vodňany, unde a petrecut peste un deceniu, ocupându-se cu activitatea literară. Ulterior, el a revenit la Praga. A murit la Praga.

## Opera
Poemele și proza lui Zeyer sunt neliniștite, nostalgice, mistice, deprimante și au, de obicei, un sfârșit tragic. El a amestecat de multe ori legende străine cu teme naționale specifice istoriei și societății cehe. Ca și decadenții, opera sa combină adesea imagini religioase și erotice. El a fost asociat cu școala „Lumír”, un grup de scriitori care s-a grupat în jurul revistei cu același nume și au fost influențați de scriitorii din Europa de Vest, în special din Franța.
Poemele epice ale lui Zeyer, inclusiv Vysehrad (1880) și Karolinská epopeja (1896), sunt inspirate din legendele cehești și franțuzești și elogiază trecutul glorios al strămoșilor, comparativ cu prezentul sumbru. El s-a inspirat din istoria franceză, cehă, rusă și irlandeză. Romanele sale descriu persoane care încearcă să trăiască o viață mai bună sub însuflețirea idealurilor romantice și oameni care-și găsesc pacea doar în momentul morții. Romanul său semi-autobiografic Jan Maria Plojhar (1891) se referă la condiția tragică a unui artist. Lucrările dramatice ale lui Zeyer au fost scrise într-un stil similar. Cartea sa Tri legendy o krucifixu (1895) foloseste povestea răstignirii lui Hristos pentru a explora tema naționalismului ceh și valoarea artei. Prima povestire, "Inultus" urmărește povestea unei sculptorițe italiene care încearcă să creeze un tablou real al răstignirii. Ideea unei artiste înnebunite de munca sa este explorată în povestire și duce la moartea modelului ei, un vagabond ceh pe nume Inultus, pe care ea îl ucide într-o criză de nebunie a creației.
Josef Suk a compus Pohádka (Basm) după o piesă de teatru a lui Zeyer.